# Shenzhen Leopards
Gli Shenzhen Leopards sono una società cestistica avente sede a Shenzhen, in Cina. Fondata nel 2003, gioca nel campionato cinese. Nel 2015 da Dongguan viene trasferita a Shenzhen.